# Maršalija
Maršalija (lat. Marshallia) je rod sjevernoameričkih trajnica iz porodice glavočika. Postoji nekoliko vrsta koje rastu od atlantske obale, na zapad do Texasa, Oklahome i Kansasa

## Vrste
1. Marshallia caespitosa Nutt. ex DC.
2. Marshallia graminifolia (Walter) Small
3. Marshallia grandiflora Beadle & F.E.Boynton
4. Marshallia legrandii Weakley
5. Marshallia mohrii Beadle & F.E.Boynton
6. Marshallia obovata (Walter) Beadle & F.E.Boynton
7. Marshallia ramosa Beadle & F.E.Boynton
8. Marshallia trinervia Trel.